# Krankheitslast
Krankheitslast bezeichnet die Gesamtheit der Auswirkungen einer bestimmten gesundheitlichen Belastung auf die Gesellschaft. Bei der Bestimmung der Krankheitslast werden die Erkrankungshäufigkeit, die Sterberate und das Ausmaß an zusätzlich entstehender Behinderung erhoben. Die Auswirkungen von Krankheit und Behinderung können hierbei gemeinsam dargestellt werden anhand der um Behinderung bereinigten Lebensjahre (DALY). Die Bestimmung der Krankheitslast dient als Grundlage für gesundheitspolitische Entscheidungen.
Das Projekt Global Burden of Disease untersucht seit 1992 die weltweite Krankheitslast. Die Krankheitslast in Deutschland wurde unter anderem im Rahmen des Forschungsprojekts BURDEN 2020 des Robert Koch-Instituts untersucht.